# Detmold

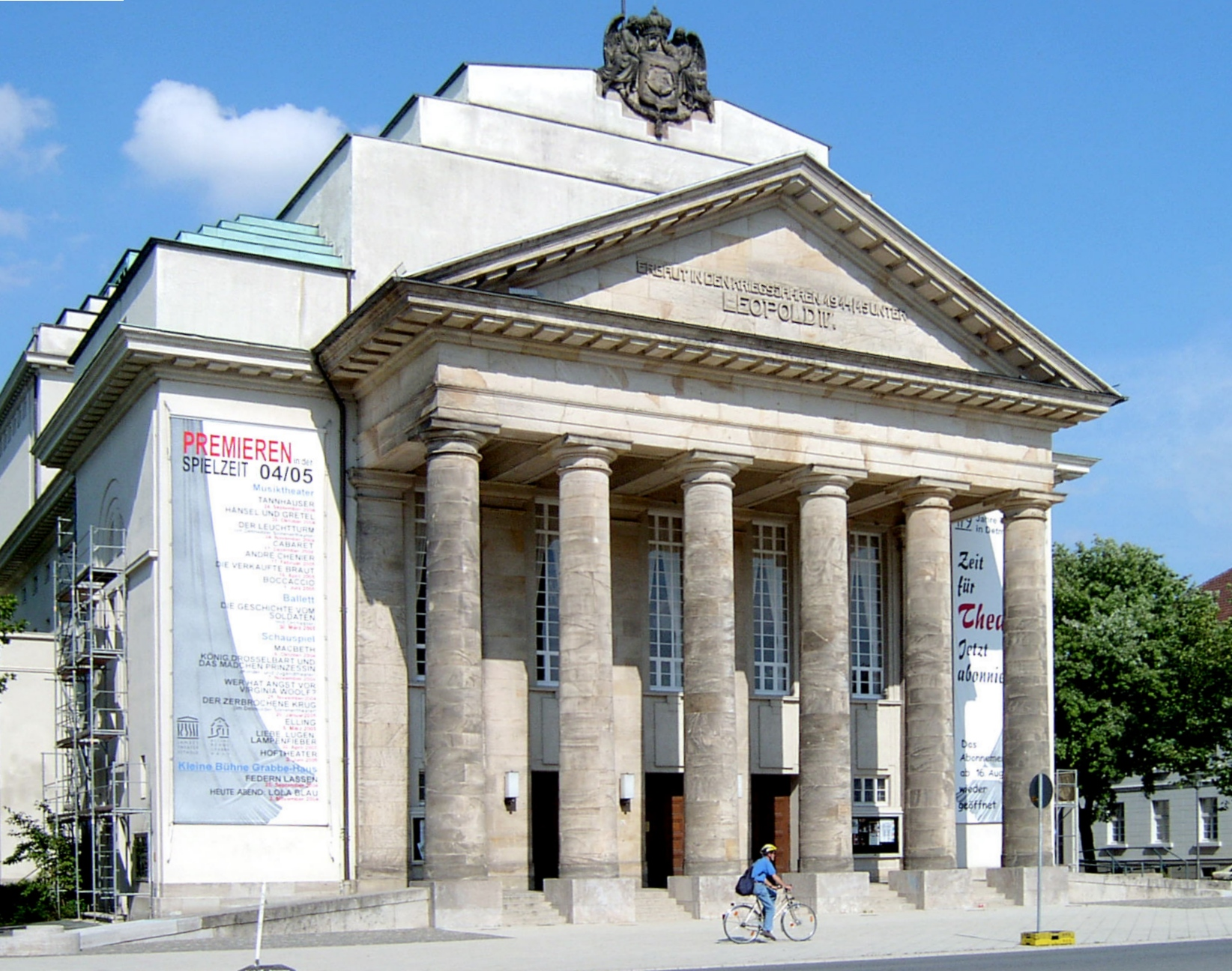
Teatr w Detmold

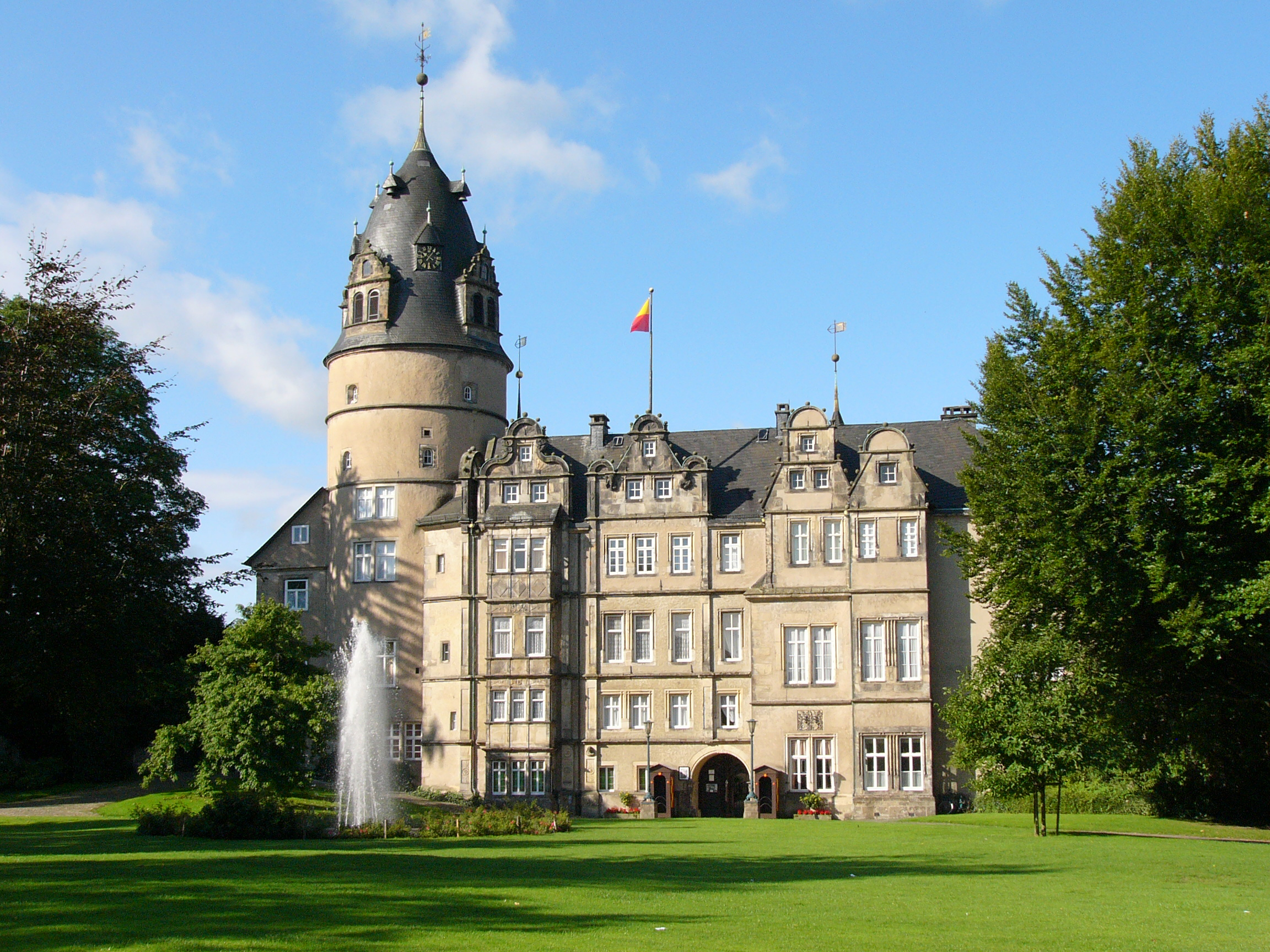
Zamek w Detmold

Detmold (wym. MAF: [ˈdɛtmɔlt], posłuchajⓘ) – miasto powiatowe w Niemczech, w kraju związkowym Nadrenia Północna-Westfalia, nad rzeką Werre, siedziba rejencji Detmold oraz powiatu Lippe. Liczy 72 758 mieszkańców (2010). Miasto było niegdyś stolicą małego Księstwa Lippe do 1918 (po 1613 Lippe-Detmold), a następnie stolicą Wolnego Państwa Lippe do 1947 r.
W mieście znajduje się stacja kolejowa Detmold.

## Historia

### Średniowiecze
Pierwsza wzmianka o Detmoldzie pochodzi z roku 783, gdzie został wymieniony jako Thetomalli, zaś w 1005 r. jako Tietmelli-Gau, co jest wymieniane w dokumentach. W 1263 r. Bernard III von Lippe ufortyfikował kamiennymi murami osadę na skrzyżowaniu szlaków handlowych z Paderborn do Lemgo powyżej rzeki Werry, nadając jej charakter miasta. W 1305 roku miejscowości liczyła ok. 305 mieszkańców. Prawa miejskie otrzymała w 1265 r., nadane w związku z szybkim rozwojem gospodarczym. Obrona miasta została wzmocniona po zniszczeniach związanych z konfliktem z miastem Soest w roku 1447. Ogromny pożar w roku 1547 zniszczył ponad 70 domów.
W 1550 r. Detmold stał się stałą siedzibą barona Simona III. Baronowie uzyskali tytuł książąt w roku 1789 i Detmold stał się siedzibą małego księstwa aż do I wojny światowej, do roku 1918, kiedy wszystkie monarchie tworzące Rzeszę Niemiecką stały się republikami, przyjmując w ramach Niemiec status wolnych krajów (Freistaat).

### Czasy współczesne
Za czasów barona Friedricha Adolfa (początki XVIII wieku) zostały zburzone średniowieczne fortyfikacje, oprócz wież i bram, które pozostały tam do lat 80. XVIII wieku. Uliczne oświetlenie zostało wprowadzone w 1809 roku. Do roku 1835 Detmold stał się najludniejszym ośrodkiem w księstwie, z populacją przekraczającą 4000 osób. Wzrosła ona do 12 000 w roku 1900 i 30 000 w roku 1950.
Od 1919 do 1947 r. Detmold był stolicą Wolnego Państwa Lippe. Kiedy Lippe zostało włączone do nowego landu Nadrenia Północna-Westfalia, miasto stało się siedzibą władz, a od 1972 roku jest siedzibą administracji powiatu Lippe. Wraz z reformą administracyjną w roku 1970 do miasta zostało włączonych 25 pobliskich miejscowości, m.in. Hiddesen, Heidenoldendorf, Pivitsheide, Meiersfeld, Jerxen-Orbke, Remighausen, Spork-Eichholz, Distelbruch, Heiligenkirchen oraz Berlebeck.

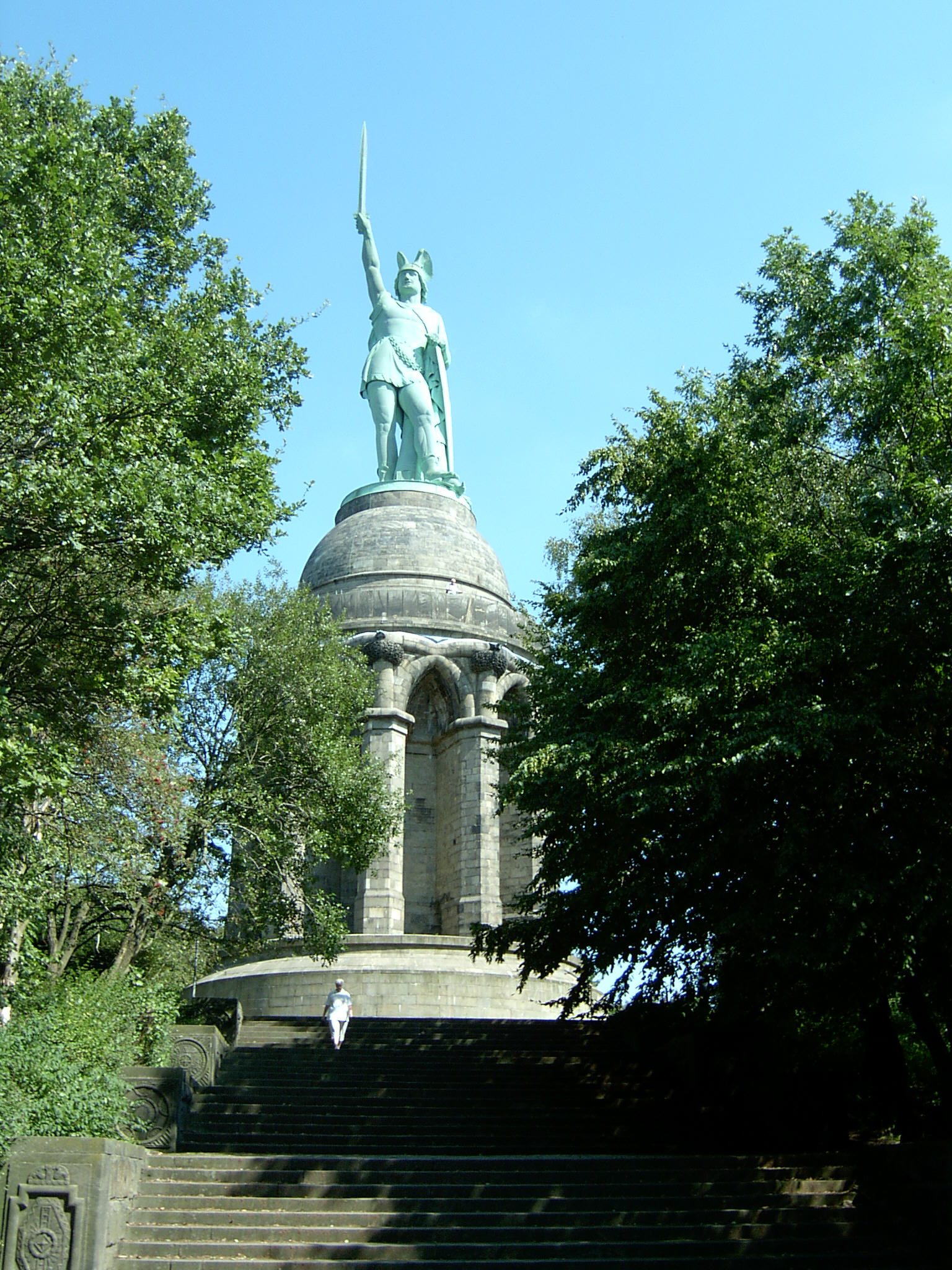
Pomnik Arminiusza w Detmold

## Warto zobaczyć
- Westfalski Skansen Kultury Ludowej Westfälisches Freilichtmuseum Detmold
- teatr Landestheater Detmold
- pomnik Arminiusza
- park ptaków drapieżnych Adlerwarte Berlebeck
- zamek Fürstliches Residenzschloss Detmold
- ogród ornitologiczny Vogelpark Heiligenkirchen
- stare miasto, kamienice, kościoły

## Osoby urodzone w Detmoldzie
- Ludger Beerbaum (*1963)
- Frank-Walter Steinmeier (*1956)
- Iris Berben (*1950)
- Ferdinand Freiligrath (1810–1876)
- Johann Grabbe (1585–1655)
- Christian Dietrich Grabbe (1801–1836)
- Friedrich Adolf Lampe (1683–1729)
- Jürgen Stroop (1895–1952)
- Tujamo (*1988)

## Współpraca
Miejscowości partnerskie:
- Hasselt, Belgia
- Kalitea, Grecja
- Saint-Omer, Francja
- Savonlinna, Finlandia
- Werona, Włochy
- Zeitz, Saksonia-Anhalt